# 즈시·하야마역
즈시·하야마역(일본어: 逗子・葉山駅、ずし・はやまえき)(영어: Zushi･Hayama Station)은 일본 가나가와현 즈시시에 있는 철도역이다.역 번호는 KK53이다.

## 역 구조

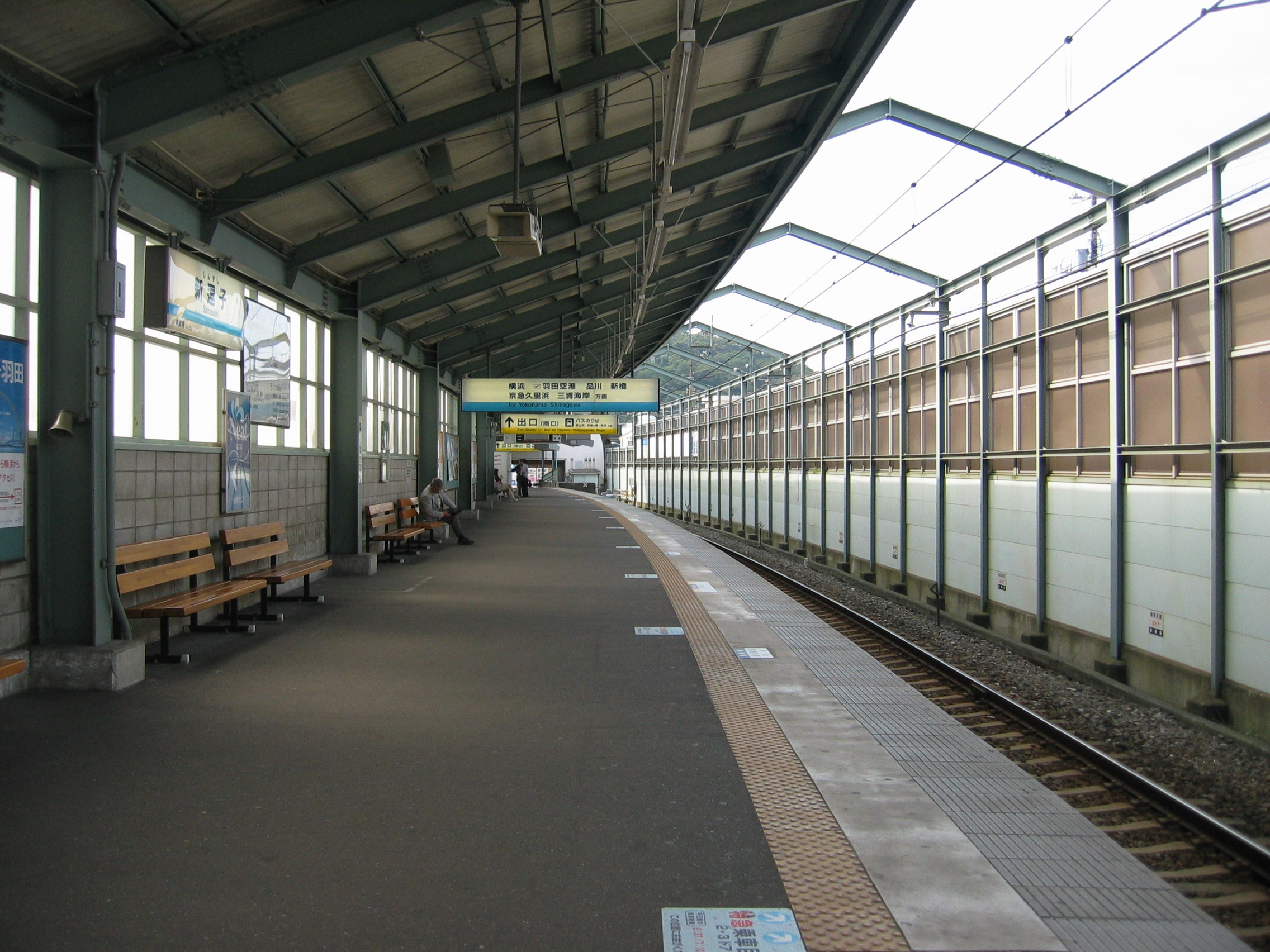
승강장

8량편성대응 단식 홈 1면1선을 가지는 지상역.
북쪽 출구 측에는 위 에스컬레이터가 설치되어 있는데, 엘리베이터 등의 승강 설비가 없기 때문에 장애인 루트는 남쪽 출구 측에 한정된다.
| 1 | 즈시 선 | 상행 | 진무지 · 가나자와핫케이 · 요코하마 · 하네다공항 · 시나가와 · 아오토 방면 |

## 역세권 정보
- 즈시역 (동일본 여객철도 요코스카 선, 환승역이 아님)
- 사가미 만 (태평양)
- 국도 134호선
- 즈시 시청

## 역사
- 1930년 4월 1일 쇼난 전기 철도가 쇼난 즈시 역(일본어: 湘南逗子駅)으로 영업 개시.
- 1931년 400m 연장되어 쇼난 즈시 역 하야마 출입구(일본어: 湘南逗子駅葉山口)를 설치. 이미 존재했던 역을 쇼난 즈시 역 누마마 출입구(일본어: 湘南逗子駅沼間口)로 변경.
- 1942년 5월 1일 회사 합병으로 도쿄 급행 전철(다이토큐) 철도역이 됨.
- 1942년 9월 1일 하마야 출입구를 영업 폐지.
- 1948년 6월 1일 도쿄 급행 전철에서부터 게이힌 급행 전철이 독립.
- 1948년 7월 3일 하마야 출입구를 영업 재개시, 즈시카이간역(일본어: 逗子海岸駅)으로 명칭 변경, 누마마 출입구를 게이힌 즈시 역(일본어: 京浜逗子駅)으로 명칭 변경.
- 1985년 3월 2일 즈시카이간 역과 게이힌 즈시 역을 통합하여 중간 부분에 신즈시 역(일본어: 新逗子駅)을 설치.
- 2020년 3월 14일: 즈시·하야마역(일본어: 逗子・葉山駅)으로 역명 변경[1]

## 갤러리

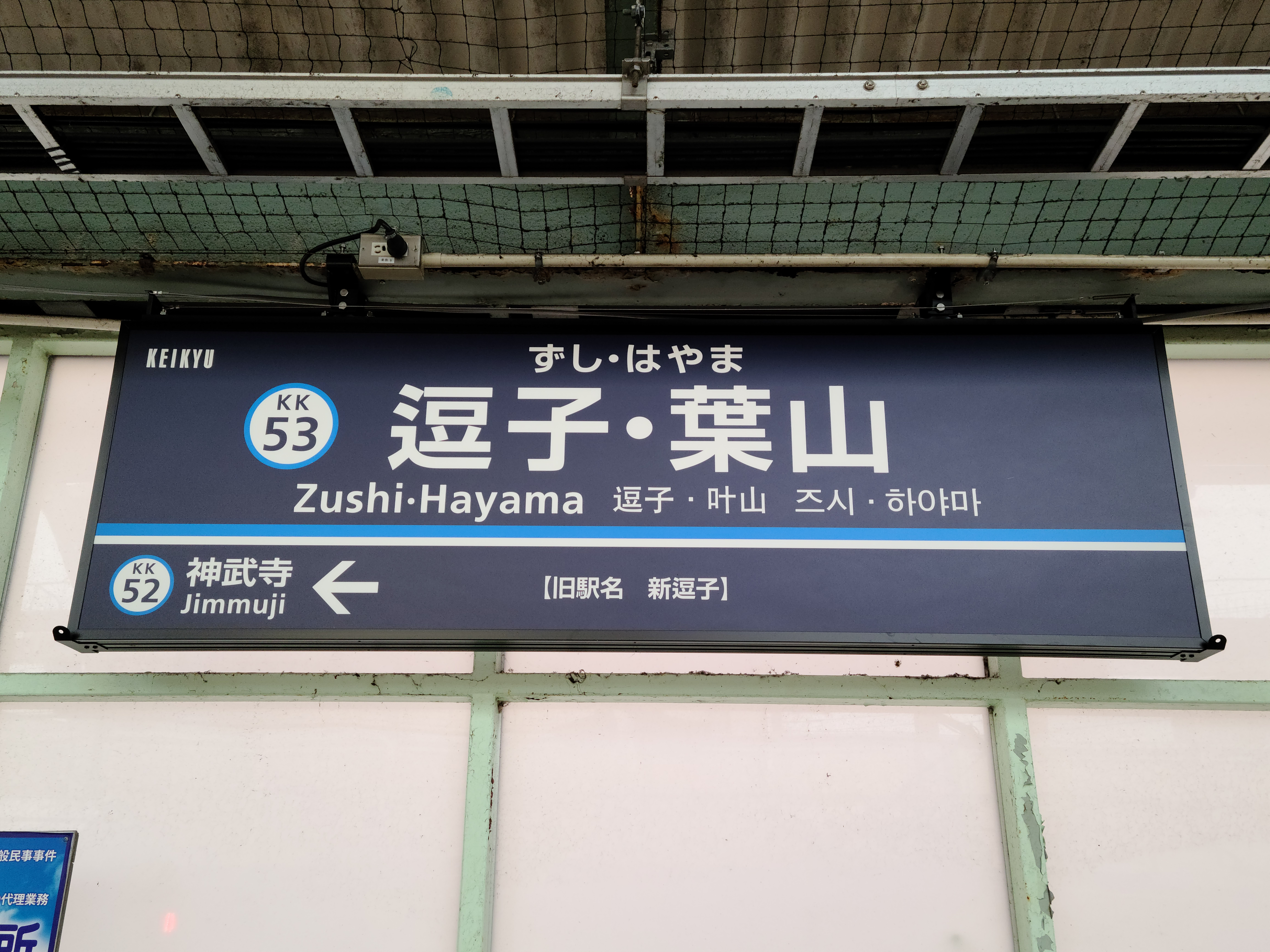
역명판
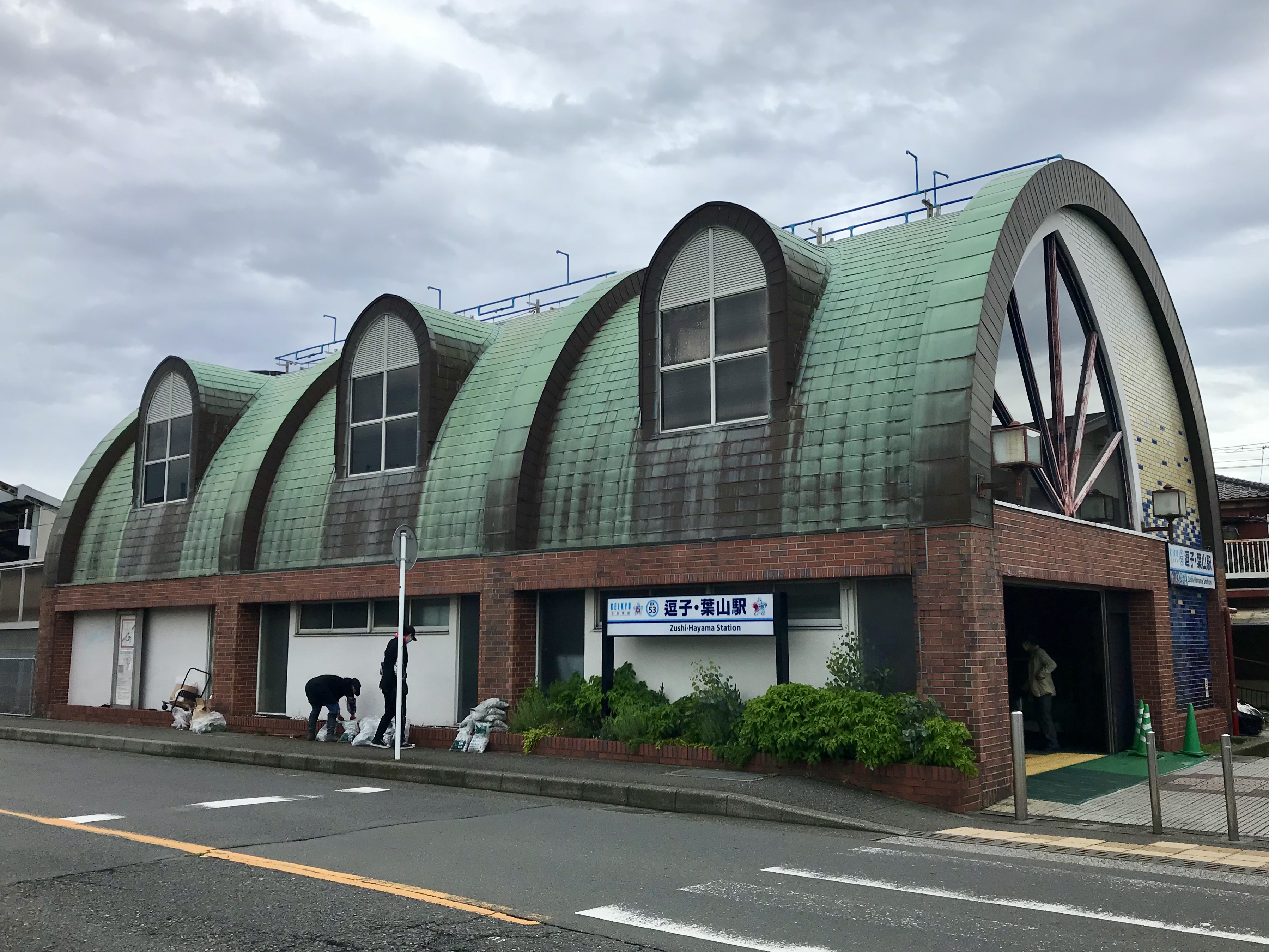
남쪽 출구 (2020년 7월)

## 인접역
| 게이힌 급행 전철 ■ 즈시 선 | 게이힌 급행 전철 ■ 즈시 선    | 게이힌 급행 전철 ■ 즈시 선 |
| -------------------------- | ----------------------------- | -------------------------- |
| KK52 진무지 시나가와 방면  | ■ 특급 ■ 에어포트 급행 ■ 보통 | 시·종착역                  |